# Keweenaw County
Keweenaw County är ett administrativt område i delstaten Michigan, USA. År 2010 hade countyt 2 156 invånare. Den administrativa huvudorten (county seat) är Eagle River. 
Ön Isle Royale tillhör administrativt countyt. Isle Royale nationalpark ligger i coutntyt. 

## Geografi
Enligt United States Census Bureau så har countyt en total area på 15 452 km². 1 401 km² av den arean är land och 14 051 km² är vatten.   

### Angränsande countyn

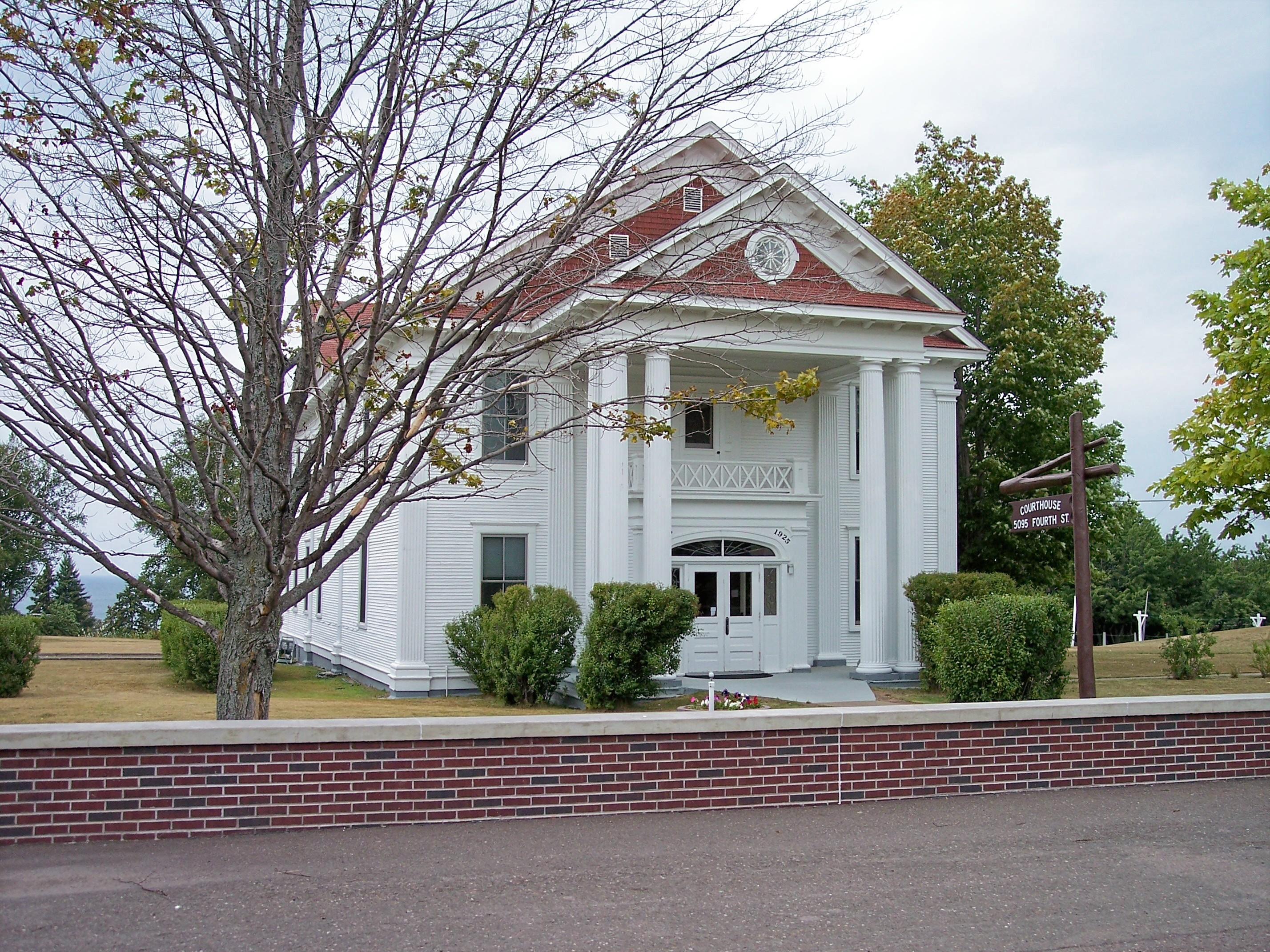
Keweenaw County Courthouse i Eagle River.

- Houghton County